# Blue Stream

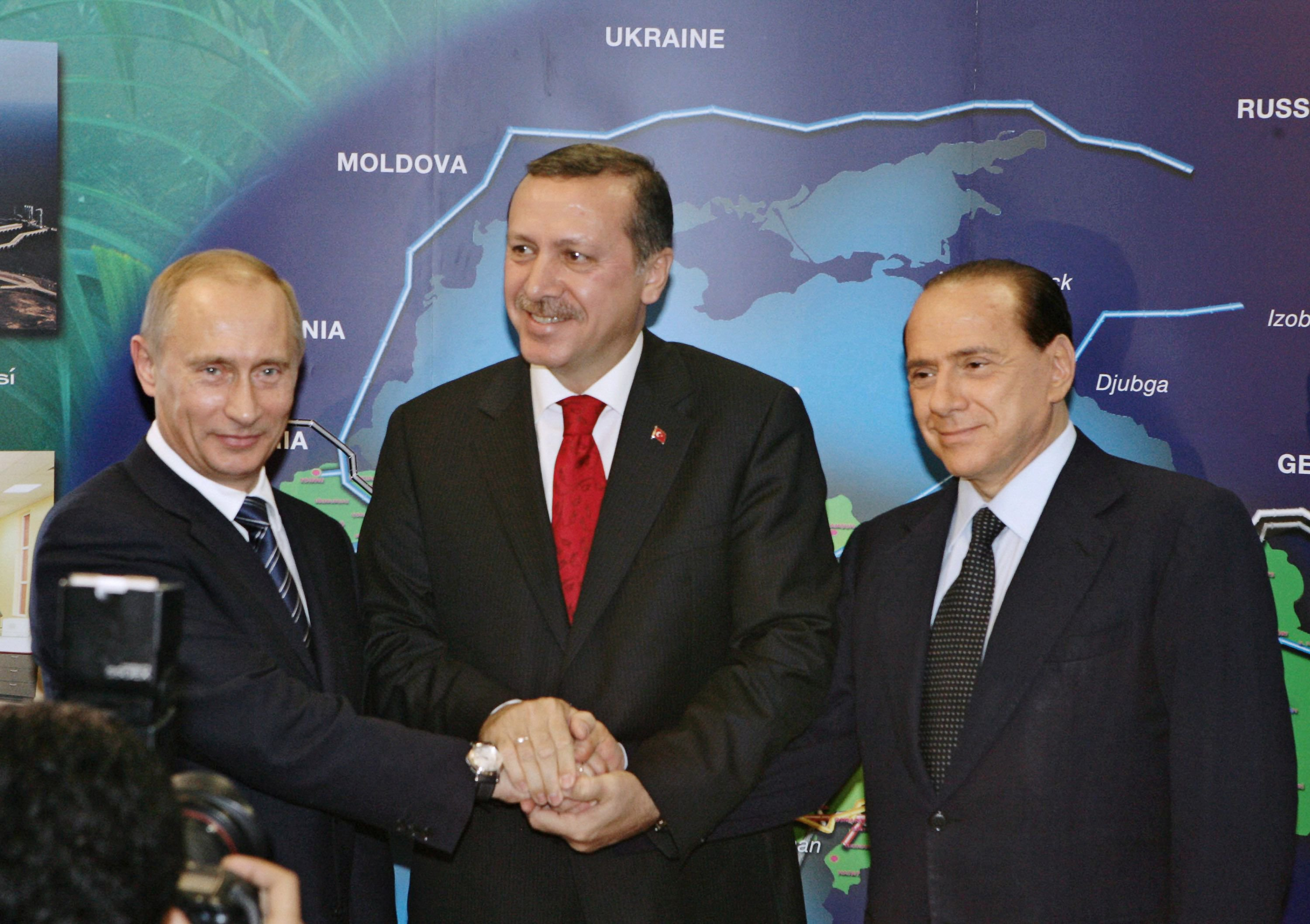
Der russische Präsident Wladimir Wladimirowitsch Putin mit dem türkischen Ministerpräsidenten Recep Tayyip Erdoğan und dem italienischen Ministerpräsidenten Silvio Berlusconi bei der Eröffnungsfeier
17. November 2005

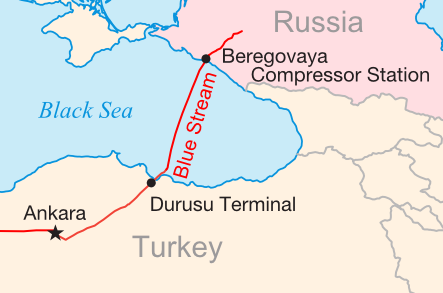
Geografie

Blue Stream (russisch Голубой поток, türkisch Mavi Akım, deutsch Blauer Strom) ist eine Pipeline für den Transport russischen Erdgases durch das Schwarze Meer in die Türkei. Sie ist für den Transport von 19 Milliarden Kubikmeter Gas pro Jahr ausgelegt.

## Geschichte
Am 15. Dezember 1997 wurde der Vertrag zwischen Russland und der Türkei geschlossen, der die Lieferung von 365 Milliarden Kubikmeter Gas binnen 25 Jahren zum Inhalt hatte.
Die Pipeline wurde für 2,7 Milliarden Euro von Gazprom, Eni und dem türkischen Staat gebaut. Als Eigentümer für den im Meer verlaufenden Teil wurde am 16. November 1999 die in den Niederlanden registrierte Blue Stream pipeline B.V. gegründet.
Die Arbeiten unter Wasser dauerten von September 2001 bis Juni 2002. Die Bauarbeiten waren im Oktober 2002 beendet und das erste Gas strömte im Februar 2003. Die offizielle Eröffnung fand im November 2005 statt.
Wurden im Jahr 2006 7 Milliarden Kubikmeter Gas befördert, was 38 % der insgesamt von Gazprom an die Türkei gelieferten Menge entsprach, waren es im Jahr 2009 9,8 Milliarden Kubikmeter (49 %).
Im März 2009 einigten sich Russland und die Türkei auf den Bau einer zweiten Pipeline namens Blue Stream 2, die Israel, den Libanon, Syrien und Zypern mit Gas versorgen soll. Nach Aussage Putins vom Sommer 2010 hat Israel inzwischen eigene Gasvorkommen entdeckt, wird daher die Gaslieferungen nicht benötigen und erhält vermutlich keinen Anschluss an die Pipeline.
Im September 2010 hatten 51 Milliarden Kubikmeter Gas die Pipeline durchflossen.

## Verlauf
Die Gaspipeline ist 1213 Kilometer lang. Der russische Teil verläuft über 373 km an Land, von der Region Stawropol bis in die Region Krasnodar. Anschließend kommt ein 396 km langes Teilstück im Meer, wobei Tiefen von mehr als 2150 m erreicht werden. In der Türkei beginnt die Pipeline in Samsun und endet nach 444 km in Ankara.

## Eigentümer
Sechs Tage nach dem russischen Überfall auf die Ukraine kündigte ENI am 2. März 2022 den Verkauf seiner Beteiligung an Blue Stream an.